# Amiota eos
Amiota eos este o specie de muște din genul Amiota, familia Drosophilidae, descrisă de Vasily S. Sidorenko în anul 1989. Conform Catalogue of Life specia Amiota eos nu are subspecii cunoscute.